# Премия имени Даля
Премия имени Даля — литературная премия русской эмиграции, присуждавшаяся в Париже в 1980-е годы. Названа в честь писателя и лексикографа Владимира Ивановича Даля. В жюри премии входили писатель Виктор Некрасов, главный редактор газеты «Русская мысль» Ирина Иловайская, историк Никита Струве, славист Жорж Нива и др.

## Лауреаты премии
- 1978 — Владимир Кормер (за книгу «Крот истории»)
- 1979 — Наль Подольский (за повесть «Кошачья история»)
- 1980 — Феликс Розинер (за роман «Некто Финкельмайер»)
- 1981 — Юрий Гальперин (за роман «Мост через Лету»)
- 1984 — Вадим Делоне, посмертно (за книгу «Портреты в колючей раме»)
- 1985 — Феликс Светов (за книгу «Опыт биографии»),
- 1985 — Виктор Кондырев (за книгу «Сапоги — лицо офицера»)
- 1986 — Юрий Карабчиевский (за книгу «Воскресение Маяковского»)

По некоторым сообщениям, премию получали также Слава Лён и Братья Шаргородские.